# Don Gat i els seus amics
Don Gat i els seus amics (títol original en castellà, Don Gato y su pandilla; també coneguda en anglès com a Top Cat: The Movie) és una pel·lícula de comèdia d'acció animada de 2011 basada en la sèrie de dibuixos animats de Hanna-Barbera Top Cat, que es va publicar originalment entre 1961 i 1962 a ABC als Estats Units. S'ha doblat al català.
Produïda per Ánima Estudios i Illusion Studios, la pel·lícula es va estrenar per primera vegada als cinemes de Mèxic el 16 de setembre de 2011, en formats 2D i 3D, distribuïda a càrrec de Warner Bros. Pictures. La pel·lícula es va estrenar posteriorment al Regne Unit l'1 de juny de 2012, distribuïda per Vertigo Films, on va recaptar 2,8 milions de lliures, la qual cosa la converteix en la pel·lícula mexicana més taquillera de la regió. La pel·lícula va rebre més tard una estrena limitada als Estats Units el 2 d'agost de 2013.
La pel·lícula va ser un gran èxit comercial, guanyant 43,5 milions de dòlars el cap de setmana d'estrena a la taquilla nacional i va mantenir el rècord com una de les taquilles més grans de la història del cinema mexicà. La pel·lícula va recaptar un total de 112,25 milions de dòlars a escala nacional i 14,7 milions de dòlars a tot el món.
Una preqüela animada per ordinador de la pel·lícula i la sèrie, titulada Don Gato: El inicio de la pandilla, es va estrenar el 30 d'octubre de 2015.